# Eurema beatrix
Eurema beatrix är en fjärilsart som beskrevs av Lambertus Johannes Toxopeus 1939. Eurema beatrix ingår i släktet Eurema och familjen vitfjärilar. Inga underarter finns listade i Catalogue of Life.